# Dactylobiotus grandipes
Dactylobiotus grandipes is een soort in de taxonomische indeling van de beerdiertjes (Tardigrada).
Het diertje behoort tot het geslacht Dactylobiotus en behoort tot de familie Macrobiotidae. De wetenschappelijke naam van de soort werd voor het eerst geldig gepubliceerd in 1977 door Schuster, Toftner & Grigarick.